# Томко, Егор Андреевич
Егор Андреевич То́мко (белор. Ягор Андрэевіч Тамко́; 3 августа 1935, дер. Леоновцы, Витебская область — 1 апреля 2008, Санкт-Петербург) — советский военный моряк и военачальник, Герой Советского Союза (4.11.1978), вице-адмирал (29.10.1988). Доцент (13.12.1990).

## Биография
В современных источниках широко распространён вариант фамилии Томко́ (бел. Тамко́). Родился 3 августа 1935 года на хуторе Левоновцы, тогда находившимся в составе Польши (родные места Е. Томко были присоединены к СССР во время похода РККА в Западную Белоруссию и ныне находятся в составе Миорского района Витебской области Белоруссии) в крестьянской семье. Белорус. Член КПСС с 1957 года.
В Военно-Морском Флоте СССР с июля 1954 года. Учился в Североморском высшем военно-морском училище, в августе 1957 года переведён в Высшее военно-морское училище имени М. В. Фрунзе, в 1958 году окончил его с отличием. С октября 1958 года служил на Северном флоте: командир катера-цели, с сентября 1959 — командир торпедного катера ТК-119, с апреля 1960 — помощник командира торпедного катера ТК-78 в 51-й дивизии торпедных катеров флота. В 1962 и в 1967 годах окончил Высшие специальные офицерские классы ВМФ.
После их окончания переведён на подводные лодки: с июля 1962 — заместитель по политчасти командира подводной лодки, с сентября 1964 — старший помощник командира дизельной подводной лодки С-363, с июля 1967 — старпом командира 426-го экипажа, с октября 1969 — командир атомной подводной лодки К-11. С апреля 1970 года командовал 426-м экипажем АПЛ проекта 671 3-й ДиПЛ. С апреля 1974 по октябрь 1975 года служил начальником штаба — первым заместителем командира 11-й дивизии атомных подводных лодок Северного флота.
В 1976 году окончил Академические курсы офицерского состава Военно-морской академии имени А. А. Гречко. В августе этого года вернулся к исполнению прежней должности начальника штаба, а в ноябре 1977 года был назначен командиром 11-й дивизии Северного флота.
В целях освоения новой техники с 26 августа по 7 сентября 1978 года капитан 1-го ранга Томко Е. А. участвовал в качестве командира похода в переходе подо льдами Арктики с Северного на Тихоокеанский флот двух подводных лодок, являясь старшим на борту АПЛ К-212 (командир — капитан 3-го ранга Гусев А. А.)
Указом Президиума Верховного Совета СССР от 4 ноября 1978 года за успешное выполнение заданий командования и проявленные при этом мужество и отвагу капитану 1-го ранга Томко Егору Андреевичу присвоено звание Героя Советского Союза с вручением ордена Ленина и медали «Золотая Звезда».
Всего за период службы выполнил 14 дальних походов. Командовал 11-й дивизией атомных подводных лодок в течение семи лет. Руководитель целой серии уникальных испытаний подводных аппаратов и новейших типов ракетного вооружения. В 1984 году заочно окончил Военно-морскую академию имени А. А. Гречко с отличием. Контр-адмирал (1.11.1980). В сентябре 1984 года контр-адмирал Томко Е. А. вступил в командование Высшим военно-морским училищем подводного плавания имени Ленинского комсомола (Ленинград).
В 1990 году проиграл А. А. Собчаку судебный процесс о защите чести и достоинства. Е. А. Томко принёс А. А. Собчаку официальные извинения.
С февраля 1992 года в запасе. Жил в Санкт-Петербурге. С 1993 года работал в Научно-исследовательском институте связи ВМФ. Автор свыше 50 научных трудов и печатных работ. Являлся председателем правления Международного фонда моряков-подводников и ветеранов подводного флота, работал и в других общественных ветеранских организациях.
Скончался 1 апреля 2008 года. Похоронен на Смоленском православном кладбище.

## Награды и звания
- Медаль «Золотая Звезда» Героя Советского Союза № 11308 (4.11.1978)
- Орден Мужества (Российская Федерация, 2000)
- Орден Ленина (04.11.1978)
- Орден Трудового Красного Знамени (1988)
- Ордена «За службу Родине в Вооружённых Силах СССР» II (1991) и III (1975) степеней
- Медали

## Память
- В 2016 году средней школы № 3 города Миоры Витебской области Белоруссии присвоено имя Героя Советского Союза Е. А. Томко, в экспозиции историко-краеведческого музея этой школы хранятся материалы о нём (военная форма, документы и фотографии прославленного земляка)[5][6].
- В городе Миоры в честь Героя названа одна из улиц[7] и открыт мемориальный знак на ул. Егора Томко (2012)[8].
- В петербургской часовне Спаса-на-Водах, строительству которой помогал Е. А. Томко, установлена памятная доска в его честь[9].
- В 2018 году почта Республики Беларусь выпустила марку в серии «Адміралы ваенна-марскога флоту, ўраджэнцы Беларусі» с портретом Е. А. Томко.